# Annus mirabilis d'Albert Einstein
Pour les articles homonymes, voir Annus mirabilis (homonymie).

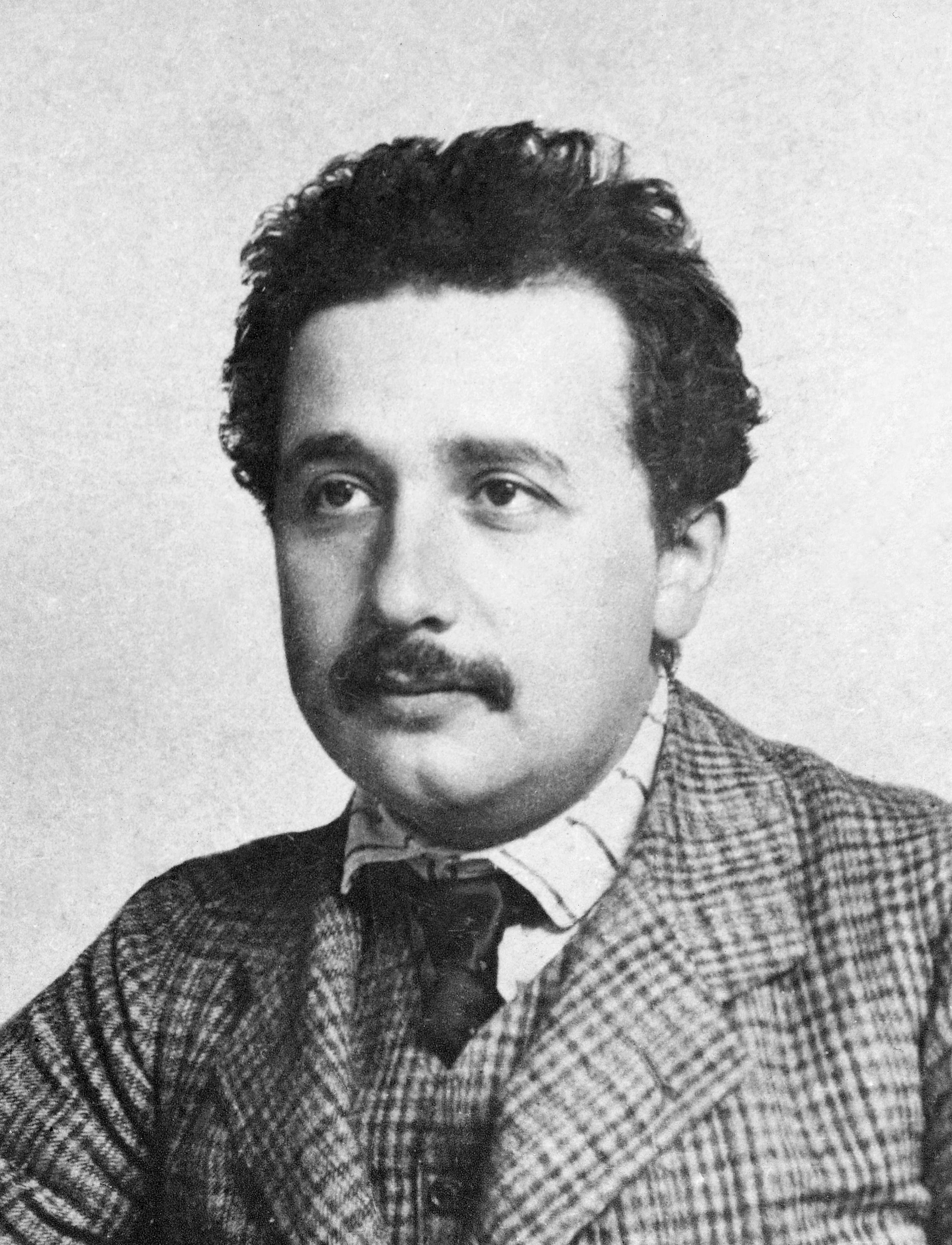
Albert Einstein en 1905, année charnière de sa carrière en physique

L'annus mirabilis d'Albert Einstein est l'année 1905, pendant laquelle le physicien publie dans Annalen der Physik quatre articles qui contribuent de façon significative à établir les fondements de la physique moderne, en modifiant la perception scientifique de l'espace, du temps, de la masse et de l'énergie. Ces articles constituent un tournant fondamental de la carrière du physicien. 
Bien qu'elle ait été publiée en 1906, sa thèse de doctorat Une nouvelle détermination des dimensions moléculaires, où Einstein explique comment déterminer le nombre d'Avogadro et la taille des molécules, est parfois considérée comme le cinquième article de son annus mirabilis.

## Contexte historique
Lorsqu'Einstein écrit les articles, il travaille en tant qu'expert technique à l'Institut fédéral de la propriété intellectuelle de la ville de Berne. Dès 1901, il commence à publier de façon régulière sur divers sujets de physique dans Annalen der Physik, considérée à l'époque comme l'une des meilleures revues spécialisées. En raison de son horaire de travail qui entre en conflit avec les heures d'ouvertures des bibliothèques universitaires, Einstein n'a pas facilement accès aux ouvrages scientifiques de référence. De plus, il reste difficile pour le physicien de discuter de ses théories, encore au stade embryonnaire à cette époque, car le nombre de scientifiques avec qui il peut communiquer est limité[réf. nécessaire]. Par contre, il affirme à propos de son collègue Michele Besso qu'il n'aurait pu trouver de « meilleur banc d'essai pour idées neuves dans toute l'Europe ». Avec Besso et les autres  membres de l'Akademie Olympia, l'emploi d'Einstein stimule également son intérêt pour la physique. Cet intérêt entraîne Einstein à traiter de certains problèmes et questions de la physique de son époque. 
Il commence l'année 1905 en élaborant sa théorie de l'effet photoélectrique. Le physicien allemand travaille, par la suite, à réconcilier la thermodynamique avec la mécanique newtonienne afin d'expliquer le mouvement brownien. Einstein se penche, finalement, sur le problème soulevé par l'expérience de Michelson-Morley, puisque aucune solution satisfaisante n'est encore élaborée. En effet, en 1900, un cours intitulé Nineteenth-Century Clouds over the Dynamical Theory of Heat and Light de Lord Kelvin suggère que la physique n'a pas d'explication satisfaisante quant aux résultats de cette expérience mais aussi sur le rayonnement des corps noirs. Einstein s'attaque par conséquent à ces problématiques en développant respectivement la théorie de la relativité restreinte et la théorie des quanta.

## Articles

### Théorie des quanta

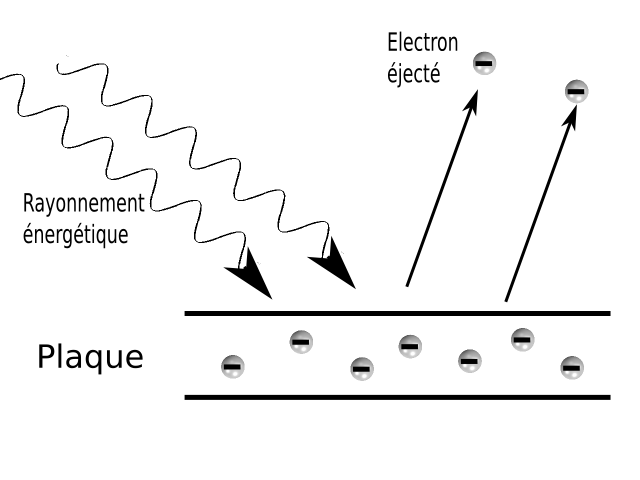
Représentation visuelle de l'effet photoélectrique

Le premier article de cette année miraculeuse, Un point de vue heuristique concernant la production et la transformation de la lumière, reçu le 18 mars et publié le 9 juin, développe l'idée de quanta d'énergie, que Max Planck a supposé en 1900. C'est à la suite de cette supposition théorique de Planck sur la loi de radiation des corps noirs qu'Einstein explique que la lumière peut seulement être absorbée ou émise en quantités discrètes appelé «quanta» qui voyagent à la vitesse de la lumière. Il déclare :

« L'énergie, durant la propagation d'un rayon de lumière, n'est pas distribuée de façon continue sur les espaces en constante augmentation, mais se compose d'un nombre fini de quanta d'énergie localisée en des points de l'espace, se déplaçant sans se diviser et étant capable d'être absorbés ou générés comme des entités. »

Cependant, le fait que la lumière est émise et absorbée sous forme de «portions indivisibles» n'implique pas obligatoirement l'existence des quanta de lumière. Einstein explique : « Même si la bière est toujours vendue en bouteilles d'une pinte, cela n'entraîne pas que la bière soit constituée de parties indivisibles d'une pinte chacune ».
L'existence des photons — et donc de la nature corpusculaire de la lumière — est démontrée par bon nombre de résultats expérimentaux. L'effet photoélectrique — la génération d'un courant électrique par une exposition lumineuse — en est un exemple marquant. Einstein utilise donc l'effet photoélectrique pour démontrer l'existence des quanta :
« Selon le point de vue d'après lequel la lumière incidente est composée de quanta d'énergie [...], la production de rayons cathodiques par la lumière peut être comprise de la manière suivante : la couche de surface du corps est pénétrée par des quanta d'énergie dont l'énergie est partiellement convertie en énergie cinétique des électrons. La conception la plus simple est qu'un quantum de lumière transfère toute son énergie à un électron unique [...]. »
Einstein note de nombreuses caractéristiques de ce phénomène, lesquelles sont toutes en accord avec sa vision corpusculaire de la lumière. D'une part, il remarque que l'énergie cinétique des électrons arrachés par une collision avec un photon dépendait de la longueur d'onde de la lumière de la source, et donc de la fréquence de la lumière. De plus, à une fréquence trop basse, même une lumière intense ne produit aucun électron. Cependant, une fois qu'une certaine fréquence seuil est atteinte, même une lumière peu intense permet de mouvoir des électrons. Pour expliquer ces surprenantes caractéristiques, il émet l'hypothèse que la lumière se propage en paquets dont l'énergie dépend de sa fréquence, et donc que la lumière, au-dessus d'une certaine fréquence, apporte une énergie suffisante pour libérer un électron. Puisque la libération d'un électron est due à la collision avec un seul photon, l'intensité de la lumière n'influence pas l'énergie des électrons libérés, mais seulement le nombre d'électrons libérés. Hendrik Anthony Kramers remarque que cet « effet est le même que si un marin avait plongé dans la mer et que l'énergie de la vague provoquée par le plongeon atteignait l'autre extrémité de la mer et faisait tomber un autre marin du pont de son bateau. »
Même après que des expériences ont confirmé que les équations d'Einstein pour l'effet photoélectrique sont exactes, son explication n'a pas été universellement acceptée. Lorsque plusieurs physiciens, dont Planck, écrivent une lettre de recommandation pour Einstein à l'Académie royale des sciences de Prusse en 1912, ils disent :
« Il ne faut pas le juger trop sévèrement s'il perd parfois de vue son but dans un raisonnement logique, comme c'est le cas dans sa théorie des quanta de lumière, car même dans les domaines les plus exacts des sciences naturelles, il faut prendre des risques pour arriver à un résultat réellement nouveau.. »
En 1922, lorsque Einstein se voit décerner le Prix Nobel pour 1921, certains physiciens acceptent l'équation décrivant l'effet photoélectrique ({\displaystyle hf=\Phi +E_{k}}) et que les quantas de lumière sont possibles[réf. souhaitée]. Par la suite, en 1923, l'expérience de diffusion de rayons X d'Arthur Compton aide la communauté scientifique à accepter cette théorie.
L'idée des quanta de lumière est en contradiction avec la théorie ondulatoire de la lumière qui provient naturellement des équations de James Clerk Maxwell pour le comportement électromagnétique. Celui-ci défendait l'idée que la lumière était purement ondulatoire et non corpusculaire. Maxwell considérait également que la discontinuité du spectre électromagnétique était due à des particularités inexplicables des mécanismes d'émission et d'absorption de la lumière. Ainsi, il prônait l'hypothèse de la divisibilité infinie de l'énergie dans les systèmes physiques.

### Mouvement brownien

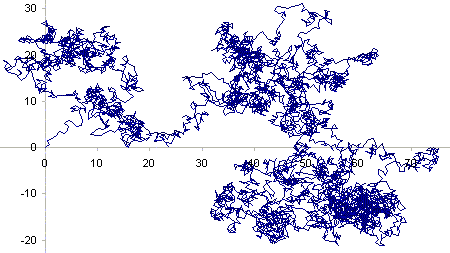
Représentation en deux dimensions du mouvement brownien

L'article Sur le mouvement de petites particules en suspension dans un liquide immobile, comme requis par la théorie cinétique moléculaire de la chaleur,, reçu le 11 mai et publié le 18 juillet de l'année 1905, apporte une explication physique du mouvement de fines particules (visibles au microscope) en suspension dans un liquide. On appelle aujourd'hui ce phénomène le « mouvement brownien ».
« Dans cet article, il sera démontré que, selon la théorie moléculaire cinétique de la chaleur, les corps de grandeur microscopique visible en suspension dans un liquide doivent, selon un résultat du mouvement thermique moléculaire, bouger de façon observable au microscope. Il est possible que les mouvements qui seront discutés ici soient identiques au mouvement moléculaire brownien; cependant, les données qui me sont disponibles sur ce dernier sont si imprécises que je n'ai pas pu me forger une opinion sur la question... »
Le problème alors rencontré par Einstein est de réconcilier la thermodynamique, qui étudie les phénomènes comportant un grand nombre de particules, avec la mécanique newtonienne, qui décrit le mouvement individuel de chaque particule . Cependant, en utilisant la cinétique de la chaleur, qui n'est toujours pas totalement acceptée à l'époque , Einstein établit les équations mathématiques sur le phénomène d'abord observé par Robert Brown du mouvement brownien. Pour ce faire, Einstein élabore les expressions pour le déplacement quadratique moyen des petites particules en suspension. 
Le développement fait par Einstein fournit des preuves mathématiques pour appuyer la réalité de l'atome, réalité qui sera par la suite confirmée par Jean Perrin dans son livre Les Atomes. En utilisant une vision statistique du mouvement brownien, l'article d'Einstein donne également de la stabilité aux phénomènes décrits par la mécanique statistique. 
Avant la publication de cet article, les atomes étaient reconnus comme un concept utile, mais les physiciens et les chimistes ne s'entendaient pas sur la véracité de leur existence. Le développement fait par Einstein sur le mouvement brownien convainc nombre de sceptiques sur la réalité de l'atome. Plus encore, les preuves expérimentales de la théorie du physicien apportées par Jean Perrin amènent ce dernier à approximer le nombre d'Avogadro avec une bonne précision.

### Relativité restreinte

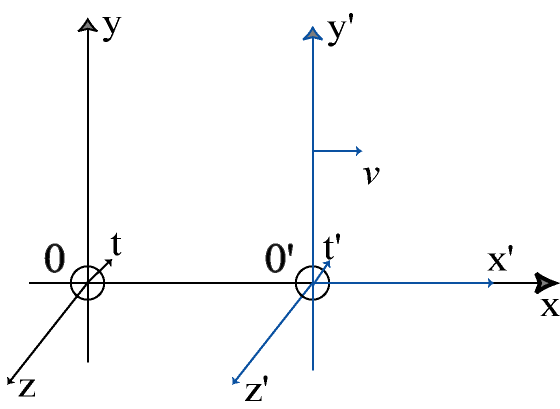
La relativité restreinte et l'espace-temps en quatre dimensions

De l'électrodynamique des corps en mouvement, le troisième article d'Einstein, est reçu le 30 juin 1905 et publié le 26 septembre dans Annalen der Physik. Il réconcilie les équations de Maxwell pour l'électricité et le magnétisme avec les lois de la mécanique classique en introduisant dans cette dernière des changements majeurs au voisinage de la vitesse de la lumière. Modifiant fondamentalement la perception scientifique de l'espace et du temps, on connaît aujourd'hui cette théorie sous le nom de la relativité restreinte. Bien qu'il s'agisse probablement du sujet de recherche le plus important à ses yeux, c'est également un des sujets qui posent, au départ, le plus de difficultés à Einstein.
Einstein ne réfère à aucun autre ouvrage sur ce sujet dans son article, bien que plusieurs idées traitées ont déjà été discutées par d'autres scientifiques. De plus, il ne mentionne que le nom de cinq autres scientifiques, soit Isaac Newton, James Clerk Maxwell, Heinrich Hertz, Christian Doppler et Hendrik Lorentz. Cependant, contrairement à ses précurseurs, Einstein introduit une théorie du temps, des distances, de la masse et de l'énergie qui concorde avec l'électromagnétisme, mais qui omet la gravité. 
Einstein fonde sa théorie sur deux principes fondamentaux. En premier lieu, il postule que les lois de la physique doivent rester les mêmes pour tout référentiel inertiel. Le physicien se base ensuite sur ce principe pour en arriver à son deuxième postulat. En effet, d'après la conception actuelle de la physique, on ne peut pas définir un référentiel universel qui permette de déterminer la vitesse d'un objet de façon absolue — c'est-à-dire que la vitesse est un concept relatif. Cependant, les équations de Maxwell prévoient de manière théorique la valeur de la vitesse de la lumière, sans pour autant exprimer par rapport à quoi cette valeur est mesurée. Einstein fait alors face à un dilemme : soit les équations de Maxwell sont incomplètes, soit la vitesse de la lumière (dans le vide) est une valeur « spéciale » qui ne requiert pas de point de référence pour être exprimée. À cause de la généralité et de l'élégance des équations de Maxwell, Einstein conclut que la vitesse de la lumière doit être un invariant de la nature. Le deuxième principe de base de sa théorie est donc la constance de la vitesse de la lumière « c », soit environ 3 × 108 m s−1,.
Grâce à ces deux postulats, Einstein arrive à prédire de façon théorique les phénomènes de dilatation du temps, de contraction des longueurs et de la simultanéité qui seront ensuite confirmés maintes fois expérimentalement.
Puisque c est considérée comme constante par la relativité restreinte, les résultats de l'expérience de Michelson-Morley — qui n'avait pas réussi à trouver une variation de la vitesse de la lumière — sont en accord avec cette théorie. Toutefois, Einstein a toujours dit que cette expérience ne l'a aucunement influencé dans l'édification de sa théorie.
À la suite de sa publication à l'automne 1905, la relativité restreinte se voit acceptée rapidement par la communauté scientifique. Reconnaissant le rôle de Max Planck tôt dans la dissémination de ses idées, Einstein écrit en 1913 « L'attention que cette théorie a si rapidement reçue par mes pairs doit être due en grande partie à la contribution de Planck. »[réf. souhaitée], De plus, l'amélioration de la formulation mathématique de cette théorie par Hermann Minkowski en 1907 a été très influente pour ce qui est de l'acceptation de cette théorie. Bien plus, cette théorie fut confirmée par un corpus de plus en plus grand de confirmations expérimentales.
Malgré tout, une certaine partie de la théorie d'Einstein avait déjà été proposée par Lorentz pour « sauver » la notion d'éther  qui a été profondément menacée par l'expérience de Michelson. Celui-ci a stipulé que les résultats de l'expérience peuvent être expliqués si les corps en mouvement se contractent dans la direction de leur mouvement. Cependant, Einstein considère que l'hypothèse de Lorentz manque de « naturel » et qu'aucun phénomène observable ne permet de la confirmer. De plus, plusieurs équations au cœur de l'article d'Einstein, comme les transformations de Lorentz, ont été publiées indépendamment par Joseph Larmor, Hendrik Lorentz et Henri Poincaré. 

### Relation masse-énergie

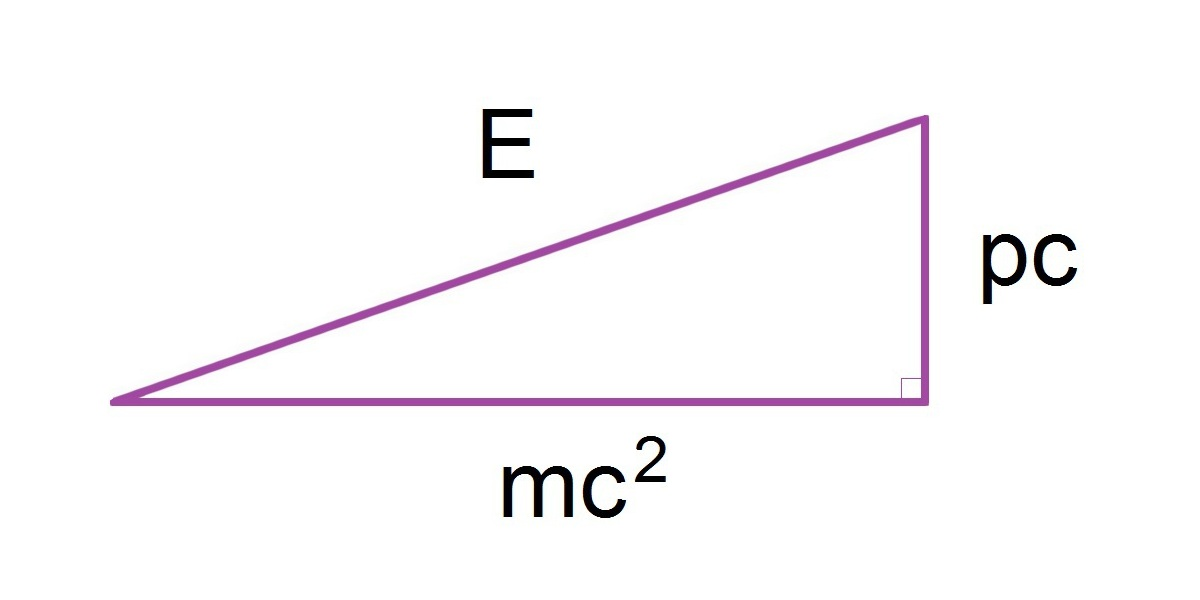
La relation masse-énergie-quantité de mouvement illustrée à l'aide du théorème de Pythagore.

Le 21 novembre, Einstein publie son quatrième article de l'année 1905 (L'inertie d'un corps dépend-elle de l'énergie qu'il contient ?), dans lequel il développe l'équation sans doute la plus célèbre de la physique: E=mc2. Cette équation énonce que l'énergie d'un corps au repos E est égale à sa masse m multipliée par la vitesse de la lumière c au carré. Einstein confère à cette équation une importance capitale[réf. souhaitée], car elle démontre qu'une particule massive possède une énergie (l'énergie de repos), distincte de ses énergies cinétiques et potentielles classiques. L'article se base sur les travaux de James Clerk Maxwell, d'Heinrich Rudolf Hertz et des axiomes de la relativité, comme Einstein déclare :
« Les lois selon lesquelles les états physiques des systèmes altérés sont indépendants les uns les autres, dans deux systèmes de coordonnées, en mouvement uniforme parallèle de translation relatif à chacun sont appelées principe de la relativité. » Si un corps dégage une énergie E sous forme de radiation, sa masse diminue par E/c2. Le fait que la masse se retire d'un corps et devient de l'énergie de rayonnement respecte ainsi le principe de la conservation de l'énergie.
La relation masse-énergie peut être utilisée pour prédire quelle quantité d'énergie est émise ou consommée par les réactions nucléaires ; Il suffit de mesurer la masse de tous les constituants avant la réaction nucléaire et ensuite la masse de tous les produits de cette réaction, pour finalement multiplier la différence entre les deux mesures par c2. Le résultat indique quelle quantité d'énergie sera consommée ou dégagée, habituellement sous forme de chaleur et de lumière. En raison de l'immensité du facteur c2, l'équation montre qu'une très grande quantité d'énergie est libérée, de beaucoup supérieure à celle d'une combustion d'explosifs. Cela explique pourquoi les armes nucléaires produisent une telle quantité d'énergie.

## Commémoration
Malgré le grand succès que lui ont apporté ses autres travaux, comme celui sur la relativité restreinte, c'est celui sur l'effet photoélectrique qui lui rapporte un prix Nobel de 1921 « pour sa contribution à la physique théorique, et plus précisément sa découverte de la loi de l'effet photoélectrique ».
La publication de ses articles le propulse dans le milieu de la physique. Il est nommé professeur à l'université de Zurich, puis en 1909 à l'université Charles de Prague.
L'Union internationale de physique pure et appliquée (IUPAP) célèbre le centième anniversaire de la publication des nombreux travaux d'Einstein en 1905 comme étant l'année de la physique en 2005, que par la suite approuve l'Organisation des Nations unies.